# 馬德拉英畝 (加利福尼亞州)
馬德拉英畝（英語：Madera Acres）是位於美國加利福尼亞州馬德拉縣的一個人口普查指定地區。

## 地理
馬德拉英畝的座標為37°01′09″N 120°04′41″W / 37.01917°N 120.07806°W，而該地最高點為海拔高度89米（即292英尺）。

## 人口
根據2010年美國人口普查的數據，馬德拉英畝的面積為18.850平方千米，均為陸地。當地共有人口9163人，而人口密度為每平方千米486人。